# Jonathan Reis

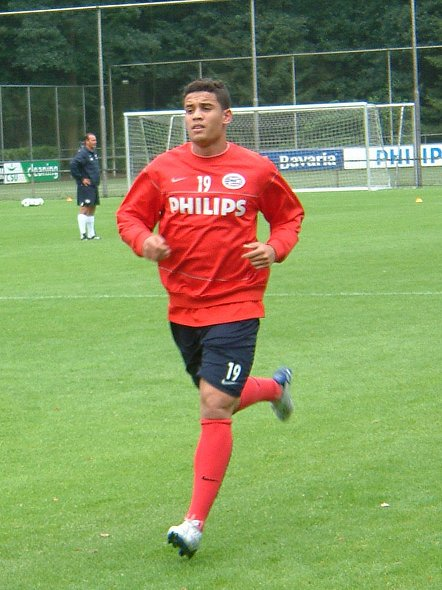
Jonathan Reis en un entrenamiento de 2008.

Jonathan Reis (nacido el 6 de junio de 1989, en Contagem, Minas Gerais) es un futbolista brasileño que juega en el Albirex Niigata de la J2 League de Japón. Reis había pasado la mayor parte de su carrera profesional en el PSV Eindhoven, donde estuvo dos temporadas. La primera de ellas se inició después de firmar un contrato profesional de cinco años en el verano de 2007, después de los ensayos anteriores con el Ajax y el PSV en el otoño de 2006. Ambas temporadas terminaron de manera dramática, aunque, como Reis fue despedido por primera vez por el PSV en enero de 2010, a raíz de la utilización de sustancias prohibidas.
Después de ir a rehabilitación, Reis fue aceptado de nuevo en las filas del club PSV y firmó a un contrato de un año. Reis estaba jugando bien, pero sufrió una lesión horrible en la rodilla en un partido en casa contra el Roda JC. Su contrato con el PSV acabó en el verano de 2011, y fue contratado como agente libre por Vitesse en diciembre de 2011.

## Carrera

### PSV
En mayo de 2007, Jonathan Reis anotó dos goles para hacerse con la victoria para el equipo A1 del PSV en el torneo Terborg. El equipo venció a Boca Juniors equipo juvenil 3-2 en la final.
Reis se rompió el pie en marzo de 2008. Él prematuramente retirado el yeso de su pie en el verano de 2008, lo que provocó otra fisura en el pie y le hizo perder el PSV pretemporada. [ 5 ] PSV entrenador Huub Stevens, furioso por esta "actitud poco profesional", lo relegó al equipo de reserva. [ 6 ] Stevens también estaba consternado por la mala influencia de Reis 'serbia agente Vlado Lemić. [ 7 ]
Después de recibir la acción disciplinaria más para regresar demasiado tarde de una estancia en Brasil, donde asistió a su funeral abuelas, su carrera en PSV miró. [ 8 ] Fellow liga holandesa equipos Roda JC y el FC Utrecht y portuguesa lado Vitóia Setúbal mostró interés, pero Reis se quedaron en el PSV. [ 9 ] Sin embargo, en enero de 2009 Reis regresaron a Brasil al unirse Tupi para el resto de la temporada.
Con la llegada de un nuevo entrenador Fred Rutten y después de algunas impresionantes actuaciones de pretemporada, Reis tiene una nueva oportunidad. El 17 de septiembre de 2009, fue llevado en el minuto 64 en la Liga Europa partido del grupo K en Sparta Praga. Praga fue 1-0 por delante poco después, antes de Reis anotó el gol del empate en el minuto 80. PSV se quedó atrás de nuevo, pero se ha otorgado un penal cuando Danko Lazović recibió una falta en el tiempo añadido. Jonathan convirtió el penalti, salvando así un punto y convertirse en un héroe improbable. [ 10 ] El 23 de septiembre, Jonathan juega su primer partido completo con el PSV en el 2-1 Copa de Holanda victoria ante la primera división lateral De Graafschap.
La temporada 2009-10 comenzó con fruto de Reis, ya que anotó tres goles en la Eredivisie, cuatro goles en la Europa League, y otro en la Copa de Holanda a pesar de haber sido titular en el PSV en un puñado de ocasiones. Gerente de Fred Rutten promovido oficialmente Reis al primer equipo. El 24 de enero de 2010 Sin embargo, su contrato fue rescindido después de que dio positivo por una sustancia prohibida y posteriormente rechazó la oferta del club de ayuda para tratar la adicción a las drogas. [ 11 ] Se informó que en el caso de Reis firma para otro club, PSV haría presentar una demanda en contra del jugador para tratar de recuperar parte del dinero que el club había invertido en él. [ 12 ]
Reis regresó al PSV el 17 de julio de 2010, cuando se le ofreció un nuevo contrato en el club. El nuevo contrato significa que se quedaría en el club por un período de un año, con la opción de extender el contrato en un contrato de tres años. Él anotó un 'hat-trick' ante el Feyenoord en la victoria por 10-0 el 24 de octubre de 2010 y obtuvo varios otros objetivos para el PSV, antes de lesionarse gravemente en la rodilla contra el Roda JC el 19 de diciembre. Reis fue operado dos veces por el famoso cirujano de rodilla Richard Steadman en los EE.UU. antes de iniciar su revalidación de vuelta en Eindhoven. Debido a sus formas de gol, muchas personas en Eindhoven pensaron que el heredero natural de Romário y Ronaldo herencia trascendental finalmente había llegado. [ 13 ]
En el verano de 2011, durante su período de descanso después de la operación, su contrato con el PSV se quedó sin pesar PSV planeando ofrecer Jonathan Reis una prórroga de un año de su contrato que expira debido a problemas físicos [ 14 ], pero Reis no quería conformarse con nada menos que un contrato a largo plazo, por lo que decidió marcharse.
Después de su salida de la PSV, director Fred Rutten dijo Reis estaba haciendo un buen progreso en su recuperación de una grave lesión de rodilla y se espera su regreso al PSV en octubre. [ 15 ] Reis fue citado como la esperanza de volver al PSV Eindhoven en un nuevo acuerdo [ 16 ], pero el club no estaban convencidos de que Reis se recuperan completamente de su lesión de rodilla, y optó por lo que ofrece un nuevo acuerdo.

### Vitesse
El 4 de diciembre de 2011, Reis firmó un contrato hasta el final de la temporada 2011-12 con el Vitesse incluyendo una opción para extender después el club había estado en el mercado por atacar refuerzos con Wilfried Bony estar fuera de servicio internacional con Costa de Marfil durante para la Copa Africana de Naciones. [ 17 ] El 22 de enero de 2012, Reis hizo su primera apertura en su debut con Vitesse antes de ser sustituido en el minuto 66 de Lieder Mart contra NEC en la derrota por 1-0 de Vitesse. Cinco días después, el 27 de enero de 2012, Reis estaba en el banco hasta llegar por Marcus Pedersen a los 66 minutos frente a su ex PSV club en una derrota por 3-1. Reis fue recibido de vuelta en Eindhoven con bolsas de azúcar en polvo que son lanzadas al terreno de juego en referencia a su lucha contra la cocaína durante sus años en el PSV. El 27 de junio de 2012, Reis firmó un nuevo contrato con el Vitesse, manteniéndolo hasta el año 2016.